# یونکرس ال۵
یونکرس ال۵ (به انگلیسی: Junkers L5) یک هواگرد ساختِ کارخانهٔ یونکرس در کشور آلمان است .